# Partido judicial de Briviesca
El partido judicial de Briviesca es un partido judicial de la provincia de Burgos, en Castilla y León (España). También conocido como partido de Bureba y su Merindad, era uno de los catorce partidos que formaban la intendencia de Burgos, durante el periodo comprendido entre 1785 y 1833.

## Ámbito geográfico
Comprendía el partido de Bureba y su Merindad.

### Partido de Bureba
Villas de Arraya, Ayuelas, Berberana, Bozoó, Briviesca, Busto, Castil de Peones, Grisaleña, Monasterio de Rodilla, Montañana, Moriana, Obarenes, Oña, Pancorbo, Portilla, Poza, Santa Gadea, Valpuesta y Villanueva de Soportilla.
Aldea de Encío. 
Lugares de Arcefoncea, Revillagodos, Revillalcón y Valdazo, 
Granjas de Moscadero, Piedralengua, Ruyales, Valderueda y Vallartilla
Despoblados de Bercilla, Sante, Santiago de Veruela y Valdenubla,

### Merindad de Bureba
Formada por siete cuadrillas a saber:
- Cuadrilla de Caderechas.
- Cuadrilla de Cameno.
- Cuadrilla de La Vid.
- Cuadrilla de Prádano.
- Cuadrilla de Quintanilla San García.
- Cuadrilla de Rojas.
- Cuadrilla de Santa María de Ribarredonda.

## Partido judicial
El  partido judicial de Briviesca, se crea originariamente en 1834,[cita requerida] estando formado por  91 pueblos  que coinciden con sus  88 municipios, con una población de 15.492 habitantes. La relación completa figura en el Anexo: Partido de Briviesca 1833.

## Paulatina reducción del número de municipios
Antes de 1858 quedan suprimidos 33 municipios, quedando 55 ayuntamientos con 28.298 habitantes, correspondiendo 3,721 a la cabeza de partido. Los municipios suprimidos figuran en la siguiente relación: 
| #  | Ayuntamiento                  | habitantes | Se agrega a              | Municipio actual         |
| -- | ----------------------------- | ---------- | ------------------------ | ------------------------ |
| 1  | Ahedo de Bureba               | 39         | Galbarros                | Galbarros                |
| 2  | Aldea del Portillo de Busto   | 82         | Barcina de los Montes    | Oña                      |
| 3  | Arconada                      | 80         | Carcedo de Bureba        | Carcedo de Bureba        |
| 4  | Bárcena de Bureba             | 77         | Abajas                   | Abajas                   |
| 5  | Barrio de Díaz Ruiz           | 121        | Solduengo                | Los Barrios de Bureba    |
| 6  | Buezo                         | 82         | Salinillas de Bureba     | Salinillas de Bureba     |
| 7  | Caborredondo                  | 92         | Galbarros                | Galbarros                |
| 8  | Castellanos de Bureba         | 108        | Pino de Bureba           | Oña                      |
| 9  | Calzada de Bureba             | 105        | Fuentebureba             | Fuentebureba             |
| 10 | Cereceda                      | 119        | Oña                      | Oña                      |
| 11 | Hozabejas                     | 86         | Rucandio                 | Rucandio                 |
| 12 | Lermilla                      | 125        | Quintanarruz             | Merindad de Río Ubierna  |
| 13 | Marcillo                      | 75         | Quintanaélez             | Quintanaélez             |
| 14 | Molina del Portillo del Busto | 195        | Barcina de los Montes    | Oña                      |
| 15 | Movilla                       | 92         | Solas de Bureba          | Llano de Bureba          |
| 16 | Ojeda                         | 56         | Rucandio                 | Rucandio                 |
| 17 | Penches                       | 140        | Oña                      | Oña                      |
| 18 | Piedrahíta de Juarros         | 143        | Santa María del Invierno | Santa María del Invierno |
| 19 | Piérnigas                     | 188        | Rojas                    | Piérnigas                |
| 20 | Quintanabureba                | 227        | Salinillas de Bureba     | Salinillas de Bureba     |
| 21 | Quintanaopio                  | 160        | Aguas Cándidas           | Aguas Cándidas           |
| 22 | Quintana-Urria                | 109        | Carcedo de Bureba        | Carcedo de Bureba        |
| 23 | Quintanilla cabe Rojas        | 65         | Rojas                    | Rojas                    |
| 24 | Quintanilla cabe Soto         | 80         | Quintanaélez             | Quintanaélez             |
| 25 | Revillalcón                   | 97         | Salinillas de Bureba     | Salinillas de Bureba     |
| 26 | Revillagodos                  | 155        | Briviesca                | Briviesca                |
| 27 | Río Quintanilla               | 148        | Aguas Cándidas           | Aguas Cándidas           |
| 28 | Rublacedo de Arriba           | 78         | Rublacedo de Abajo       | Rublacedo de Abajo       |
| 29 | San Pedro de la Hoz           | 53         | Galbarros                | Galbarros                |
| 30 | Soto de Bureba                | 108        | Quintanaélez             |                          |
| 31 | Terrazos                      | 148        | Las Vesgas               | Los Barrios de Bureba    |
| 32 | Valdazo de Bureba             | 168        | Briviesca                | Briviesca                |
| 33 | Valdearnedo                   | 47         | Carcedo de Bureba        | Carcedo de Bureba        |

## Situación actual
En la actualidad está formado por 67 municipios, tras la incorporación de los pertenecientes al antiguo partido de Belorado, conforme a la siguiente relación:
| - Abajas - Aguas Cándidas - Aguilar de Bureba - Alcocero de Mola - Arraya de Oca (Oca) - Bañuelos de Bureba - Barrios de Bureba, Los - Bascuñana (Oca) - Belorado (Oca) - Berzosa de Bureba - Briviesca - Busto de Bureba - Cantabrana - Carcedo de Bureba - Carrias - Cascajares de Bureba - Castil de Peones | - Cubo de Bureba - Espinosa del Camino (Oca) - Fresneda de la Sierra Tirón (Oca) - Fresneña (Oca) - Fresno de Río Tirón (Oca) - Fuentebureba - Galbarros - Grisaleña - Ibrillos (Oca) - Llano de Bureba - Monasterio de Rodilla - Navas de Bureba - Oña - Padrones de Bureba - Piérnigas - Poza de la Sal | - Prádanos de Bureba - Pradoluengo (Oca) - Quintanabureba - Quintanaélez - Quintanavides - Quintanilla San García - Rábanos (Oca) - Redecilla del Camino (Oca) - Redecilla del Campo (Oca) - Reinoso - Rojas - Rublacedo de Abajo - Rucandio - Salas de Bureba - Salinillas de Bureba - San Vicente del Valle (Oca) - Santa Cruz del Valle Urbión (Oca) | - Santa María del Invierno (Oca) - Santa Olalla de Bureba - Tosantos (Oca) - Vallarta de Bureba - Valle de Oca (Oca) - Valmala (Oca) - Vid de Bureba, La - Vileña - Villaescusa la Sombría (Oca) - Villafranca Montes de Oca (Oca) - Villagalijo (Oca) - Villambistia (Oca) - Viloria de Rioja (Oca) - Villanueva de Teba - Zuñeda |  |

Los municipios de Aguas Cándidas, Los Barrios de Bureba, Briviesca, Fuentebureba, Galbarros, Oña, Poza de la Sal, Quintanaélez, Rojas, Rublacedo de Abajo, Rucandio, Salinillas de Bureba y Santa María del Invierno están divididos en Entidades Locales Menores.

### Abreviaturas

#### Autoridad
A. Alcalde; AM, alcalde mayor; AO, alcalde ordinario; AP, alcalde pedáneo; C, corregidor; C.AN, corregidor y alcalde mayor; G, gobernador; G.AM, gobernador y alcalde mayor; JO, juez ordinario; RP, regidor pedáneo.

#### Jurisdicción
OM. Órdenes Militares; R, Realengo; S, Señorío; SE, Señorío Eclesiástico (Abadengo); SS, Señorío Secular.